# スイスの活発な地殻変動地域サルドナ
スイスの活発な地殻変動地域サルドナは、2008年の第32回世界遺産委員会で登録されたスイスの世界遺産である。地質学研究上重要な意味を持つグラールス衝上断層を対象としている。

## グラールス衝上断層
グラールス衝上断層はスイス東部、アルプス山脈山中にある巨大な衝上断層である。この衝上断層に沿って、ヘルヴェティックナップが、北側のアアル地塊とインフラ・ヘルヴェティック複合体の上に100km以上にわたってせり上がっている。この衝上断層は古い堆積岩（ヘルヴェティックナップ側：ヴェルカーノ層群のペルム系 - 三畳系）と新しい堆積岩（アアル地塊＝インフラヘルヴェティック側：ジュラ - 白亜系の石灰岩、古第三系のフリッシュ・モラッセ堆積物）との接触面を作り出している。
周囲には起伏に富んだ地形が広がり、グラールス衝上断層は水平方向に発達しているために、グラールス州、ザンクト・ガレン州・グラウビュンデン州の比較的広い範囲に露出する。有名な露頭はグラールス町の地殻にあるロッホズィッテとエルムとフルムスの間にあるチンゲルホェルナーと呼ばれる崖である。

## 世界遺産への登録
この種類の衝上断層は世界各地の山脈では決して珍しいわけではない。しかし、グラールス衝上断層は観察しやすい衝上断層であり、また、多くの研究がなされ、造山運動の研究史において大きな役割を果たしてきた。そのため、この衝上断層が確認される4箇所が「スイスの活発な地殻変動地域サルドナ」として世界遺産に登録された。この物件の英語名にある”tectonic arena”とはスルゼルヴァ、リン渓谷、ヴァーレン湖の間の32.850ヘクタールにもわたる山岳地帯のことである。この地域にはスレンシュトック峰やリンゲルピッツ峰、ピツォル峰など標高3000mに達する山もある。なお、スレンシュトック峰をロマンス語では”Piz Sardona”と表記する。世界遺産の物件名であるサルドナ(Sardona)はこれにちなむ。
2006年、スイス政府は国際自然保護連合(IUCN)に対し、最初の提案を行った。しかし、IUCNはこの物件に対し顕著な普遍的価値を認めなかった。スイス政府は再び2008年3月に再提案を行い、最終的にはこれが受理され、7月に世界遺産として認定された。答申に曰く、「この地域は大陸衝突に伴った造山運動の顕著な例を示し、衝上断層としての優れた見本である」と。そのため、ニューヨークのアメリカ自然史博物館は実寸のグラールス衝上断層の露頭の復元レプリカを作成し、展示している。

### 登録基準
この世界遺産は世界遺産登録基準のうち、以下の条件を満たし、登録された（以下の基準は世界遺産センター公表の登録基準からの翻訳、引用である）。
- (8) 地球の歴史上の主要な段階を示す顕著な見本であるもの。これには生物の記録、地形の発達における重要な地学的進行過程、重要な地形的特性、自然地理的特性などが含まれる。

特に、「大陸の衝突による造山運動を反映している顕著な例である」という重要性と「造山運動が起きたことを示す地質学的な痕跡が非常に多く残っている」という完全性が評価された。
また本物件では、露頭斜面の風化や観光客の増加などに備えた厳密な保全計画や、地質学者のための安全な巡検・調査ルートの開発、地球科学の教育に生かすための長期的な利用計画が必要とされている。

## グラールス衝上断層研究の歴史
はじめてグラールス衝上断層を観察したのはハンス・C・エッシャー・フォンデアリントである。彼は、グラールスの露頭では古い地層が新しい地層の上位に重なって露出しており、地層累重の法則に反していることを発見した。その息子、アーノルド・エッシャー・フォンデアリントはチューリッヒ工科大学ではじめて地質学の教授となった人物である。彼は露頭周辺の構造を詳細に地図上に記載し、これが巨大な衝上断層であることを突き止めた。当時、多くの地質学者たちは造山運動を地殻の垂直方向の変動で解釈する地向斜説を信じていた。そのため、エッシャーは巨大な衝上断層の存在を説明することができなかった。1848年になり、彼はイギリスの著名な地質学者、ロデリック・マーチソンを招き、一緒にグラールス衝上断層を観察した。マーチソンはスコットランドの巨大な衝上断層に詳しく、エッシャーの発想に賛同した。しかし、エッシャー自身はこの解釈は不十分であると感じ、1866年の著作の中では幅の狭い背斜が2度大きくオーバーターンしているという解釈を示している。この仮説では不十分であると彼自身は感じていた。
エッシャーの後任にあたるアルベルト・ハイムは当初「背斜が2度大きくオーバーターンした」説を信じていた。しかし、何人かの地質学者達は「衝上断層」説を信じていた。その中の一人、マーシェル・A・ベルトランは1884年にハイムの記録を読んだ後に衝上断層の着想を得た。彼はFaille du Midiというベルギーのアルデンヌ地方の巨大な衝上断層に詳しかった。一方、イギリスの地質学者たちはスコットランドのハイランドで衝上断層の特徴を見つけ出していた。1883年にアーチバルド・ガイギーはハイランド地方の地形は衝上断層によって形作られたとみなしていた。スイスの地質学者、ハンス・シャルットとモーリス・ルジオンは1893年にスイス西部で、ジュラ系のナップがより若い年代のモラッセ堆積物の上位に重なっていることを発見した。そこで彼は、アルプス山脈はナップ（大きなシーツのように捲れ上がって衝上断層によって重なっている岩体）が積み重なることによってできたという説を提唱した。20世紀に入り、ハイムは新たな学説に賛同し、スイスの地質学者達はスイス国内のナップの詳細な記載を始めた。この頃から、世界各地の山脈で巨大な衝上断層が見つかりはじめた。
しかし、ナップを動かした巨大な力がどこに由来するものなのか、説明することはできなかった。その合理的な説明は1950年代のプレートテクトニクスの登場を待たなければならなかった。プレートテクトニクスでは、水平方向の運動はプレートの相互作用によって説明することができる。現在では多くの地質学者が、大山脈はプレート同士がぶつかり合う場所に形成されているということを信じている。

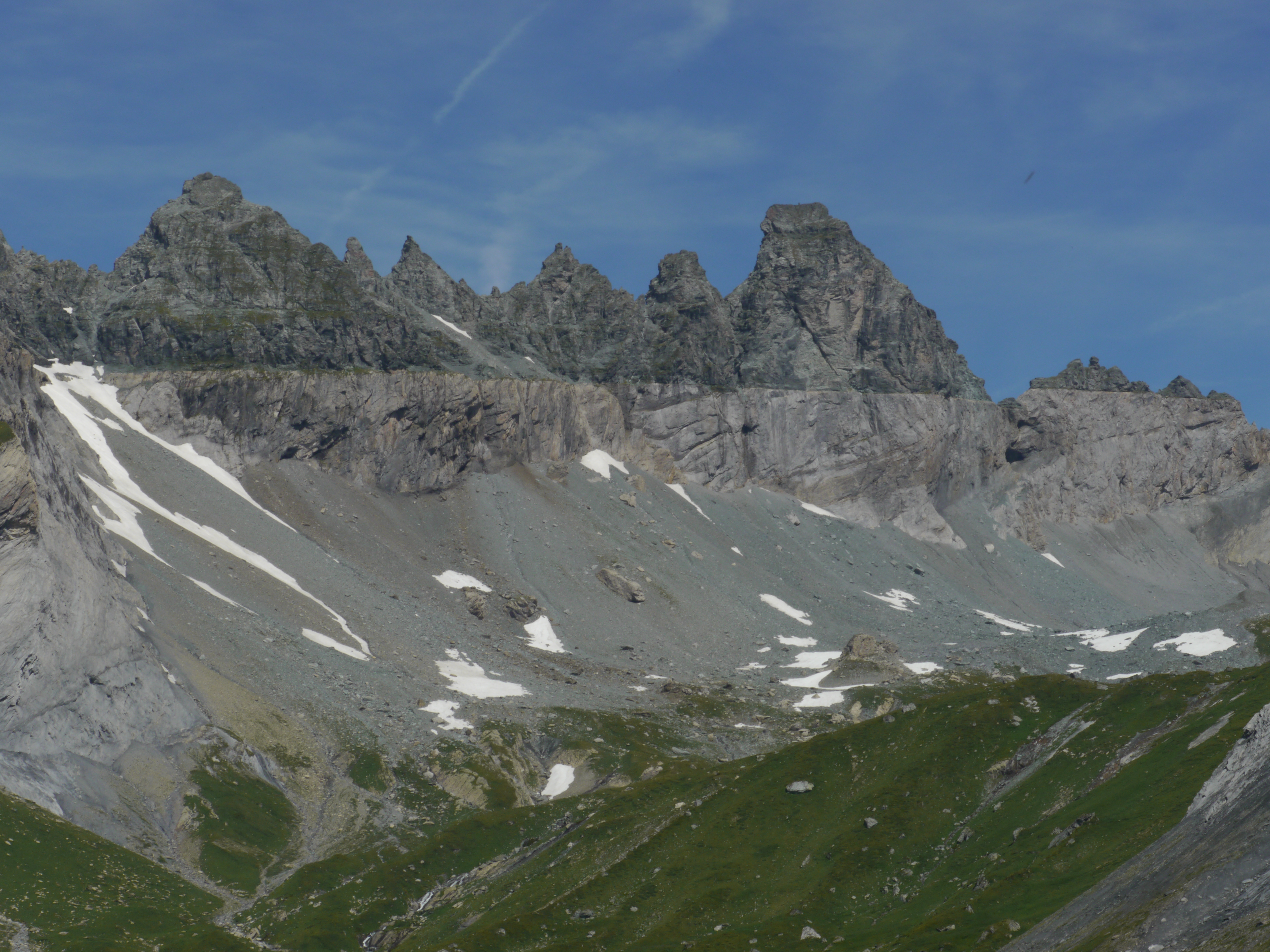
水平なグラールス衝上断層

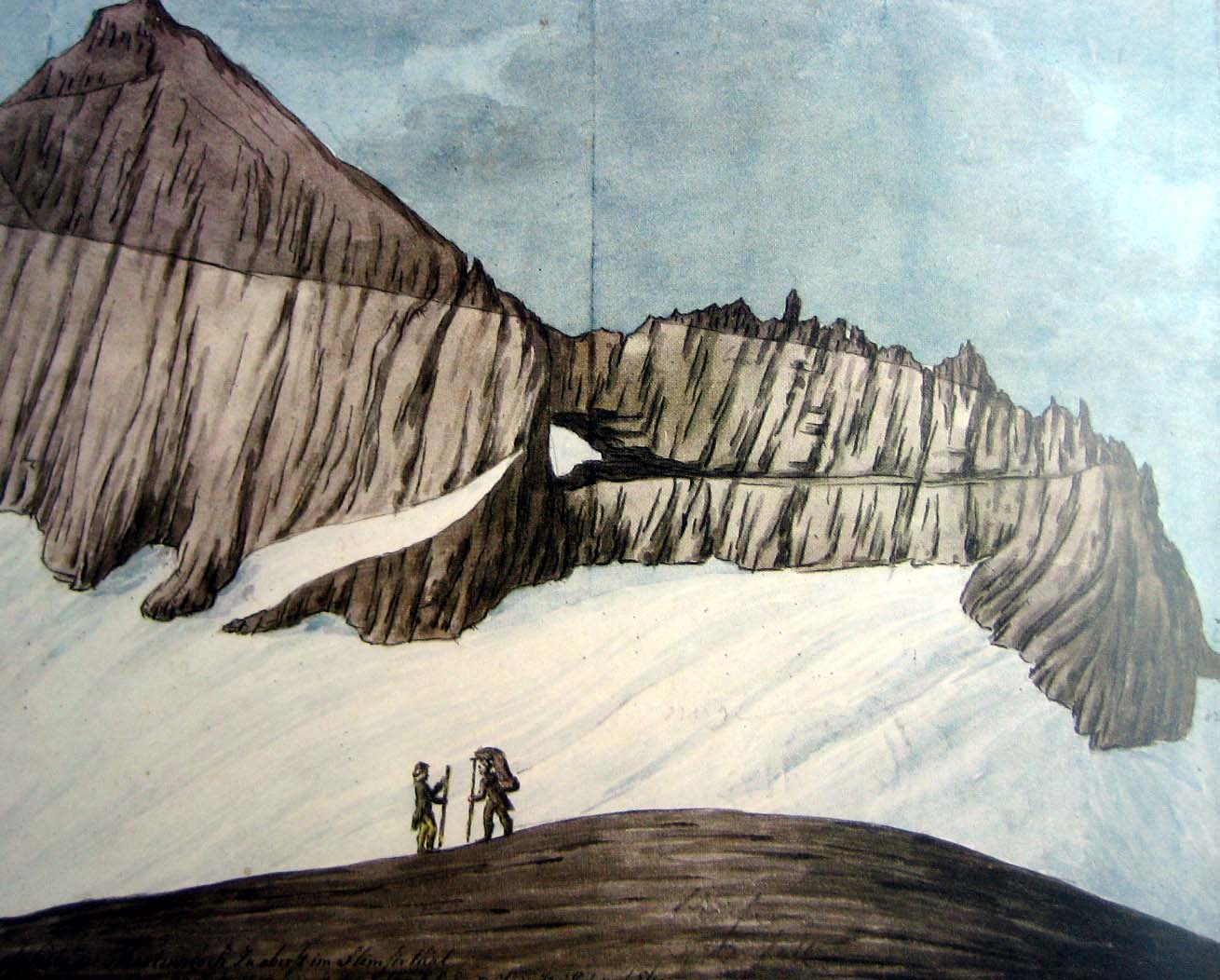
ハンス・C・エッシャー・フォンデアリントによるグラールス衝上断層の露頭スケッチ。